# Медіазнавство
Медіазнавство — галузь науки, яка вивчає взаємозв'язок медіа із суспільством, економікою, політикою, правом, а також шляхи застосування медіа у цих галузях .
Для означення методу досліджень, французьким дослідником Р. Дебре було введено поняття Медіологія.
Може вживатися в значенні теорії масових комунікацій (англ. Media theory) і означати:
1. навчальну дисципліну, що вивчає вміст, історію та вплив різних медіа, зокрема, ЗМІ.
2. галузь науки, яка досліджує і вивчає сукупність наукових розробок і уявлень про медіа.

Предмет вивчення Мз. значно варіюється в теоретичному і методологічному фокусі, але в цілому може бути розділений на три взаємопов'язані області:
- критика художнього стилю й естетичних форм (жанр, стиль викладу, і так далі) — нові медіа-дослідження
- вивчення виробничого процесу (наприклад, технології та ринки),
- соціологічний аналіз (ідеологічних наслідків, отримання та споживання інформації, і т. д.).

Медіа дослідження спираються на традиції і соціальні та гуманітарні науки, і паралелізм в інтересах суміжних дисциплін, таких як масова комунікація, комунікації, спілкування науки і комунікації досліджень. Дослідники розробляють і використовують теорії та методи з інших дисциплін, включаючи культурологію, риторику, філософію, теорію літератури, психологію, політологію, політичну економіку, економіку, соціологію, антропологію, соціальну теорію, історію мистецтва і критики, теорію кінематографу, і теорію інформації.
Основу медіазнавства становлять інформаційні джерела з медіакультури, зокрема, з медіапедагогіки та медіакомпетентності.